# Coquelin cadet
Pour les articles homonymes, voir Coquelin.
Alexandre Honoré Ernest Coquelin, né le 15 mai 1848 à Boulogne-sur-Mer et mort le 8 février 1909 à Suresnes, dit Coquelin cadet pour le distinguer de son frère Constant dit Coquelin aîné, est un acteur et un écrivain français.

## Biographie
En 1867, après avoir reçu le premier prix de comédie au Conservatoire de Paris, Coquelin cadet débute à l'Odéon, puis entre à la Comédie-Française.
En 1875, il en démissionne pour passer au théâtre des Variétés, où il joue dans divers vaudevilles tels que Un chapeau de paille d'Italie de Labiche. En 1876, il revient à la Comédie-Française, dont il devient sociétaire en 1879. Il s'y est en particulier illustré dans des rôles de pièces de Molière.
Spécialisé dans le monologue, qu'il découvre en écoutant Charles Cros lire son poème Le Hareng saur, art sur lequel il a écrit deux livres, Le Monologue moderne (1881) et L'Art de dire le monologue (1884), il a porté de nombreux monologues sur la scène, parmi lesquels ceux de Feydeau : Le Potache et Patte en l’air, Les Réformes, Tout à Brown-Séquard, Un Monsieur qui est condamné à mort et Un Monsieur qui n'aime pas les monologues.
En 1891, Antoine Bourdelle le sculpte en mascarille.
En 1897, le sculpteur Jean-Antoine Injalbert sculpte son masque sur le Monument à Molière de Pézenas.
En 1907, il est nommé Rosati d'honneur.
En 1908, Coquelin cadet est interné dans une maison de santé à Suresnes, où il meurt le 8 février 1909. Il est enterré au cimetière de l'Est (Boulogne-sur-Mer).

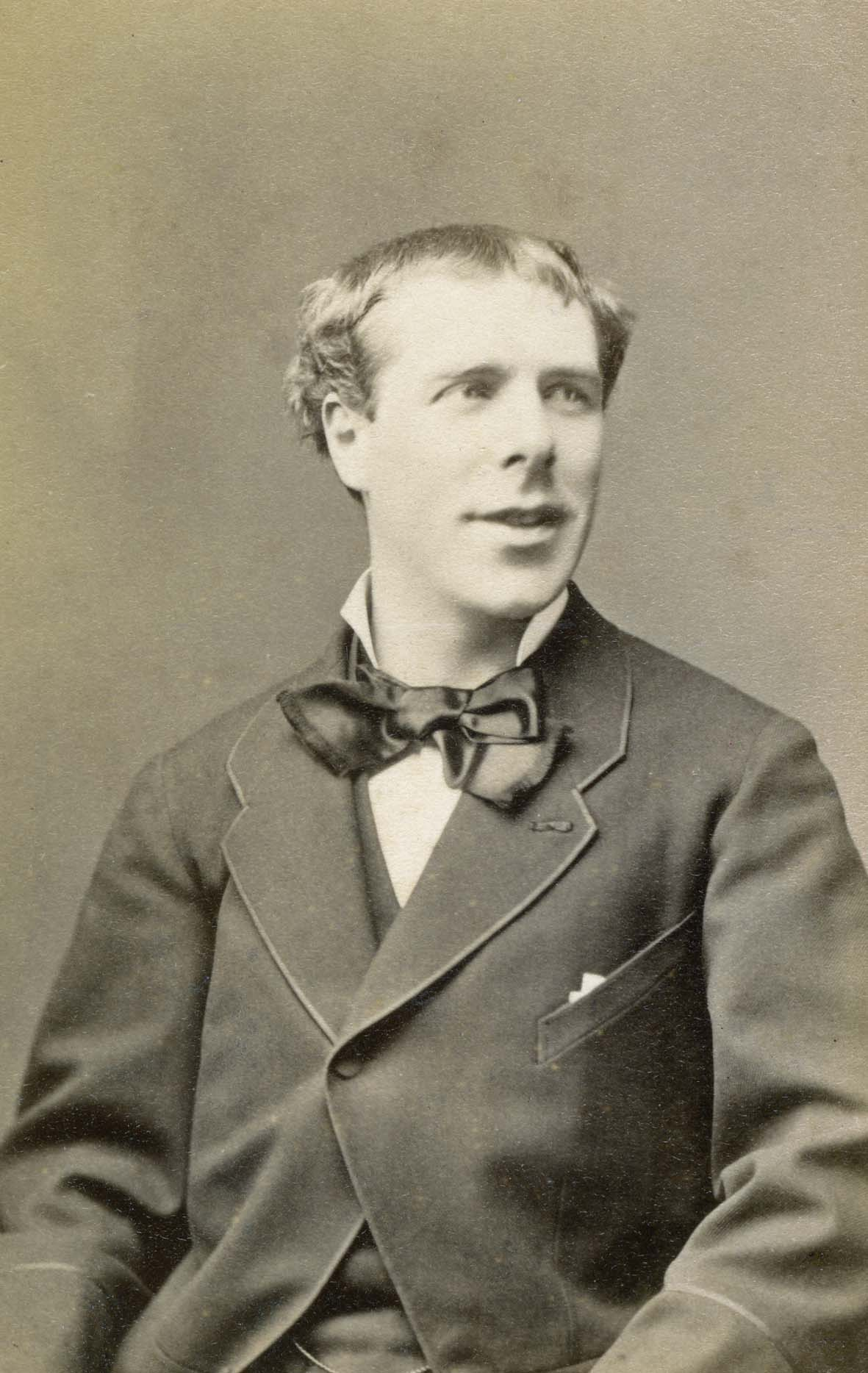
Coquelin cadet en 1880, photographie non sourcée.
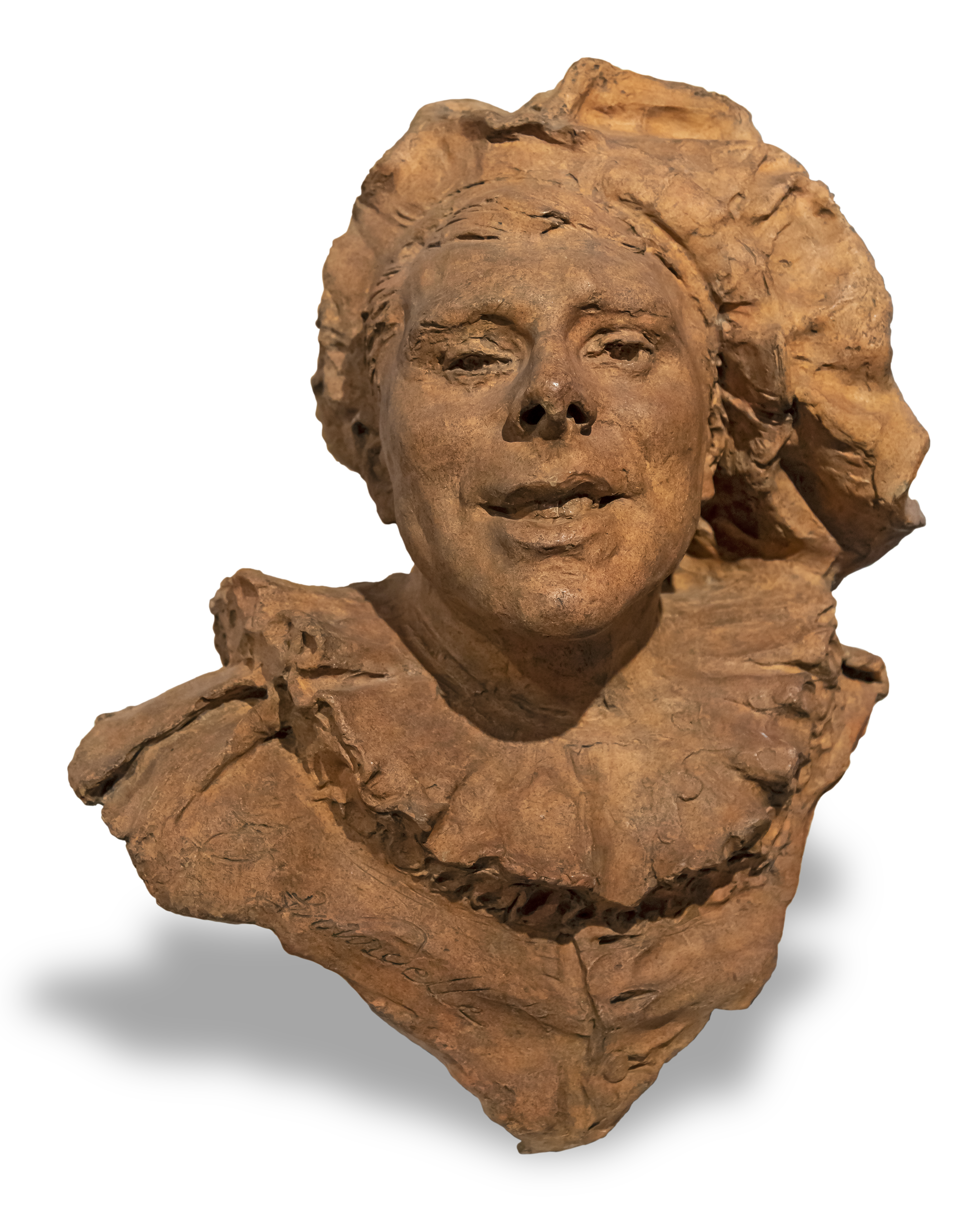
Coquelin Cadet en mascarille par Antoine Bourdelle
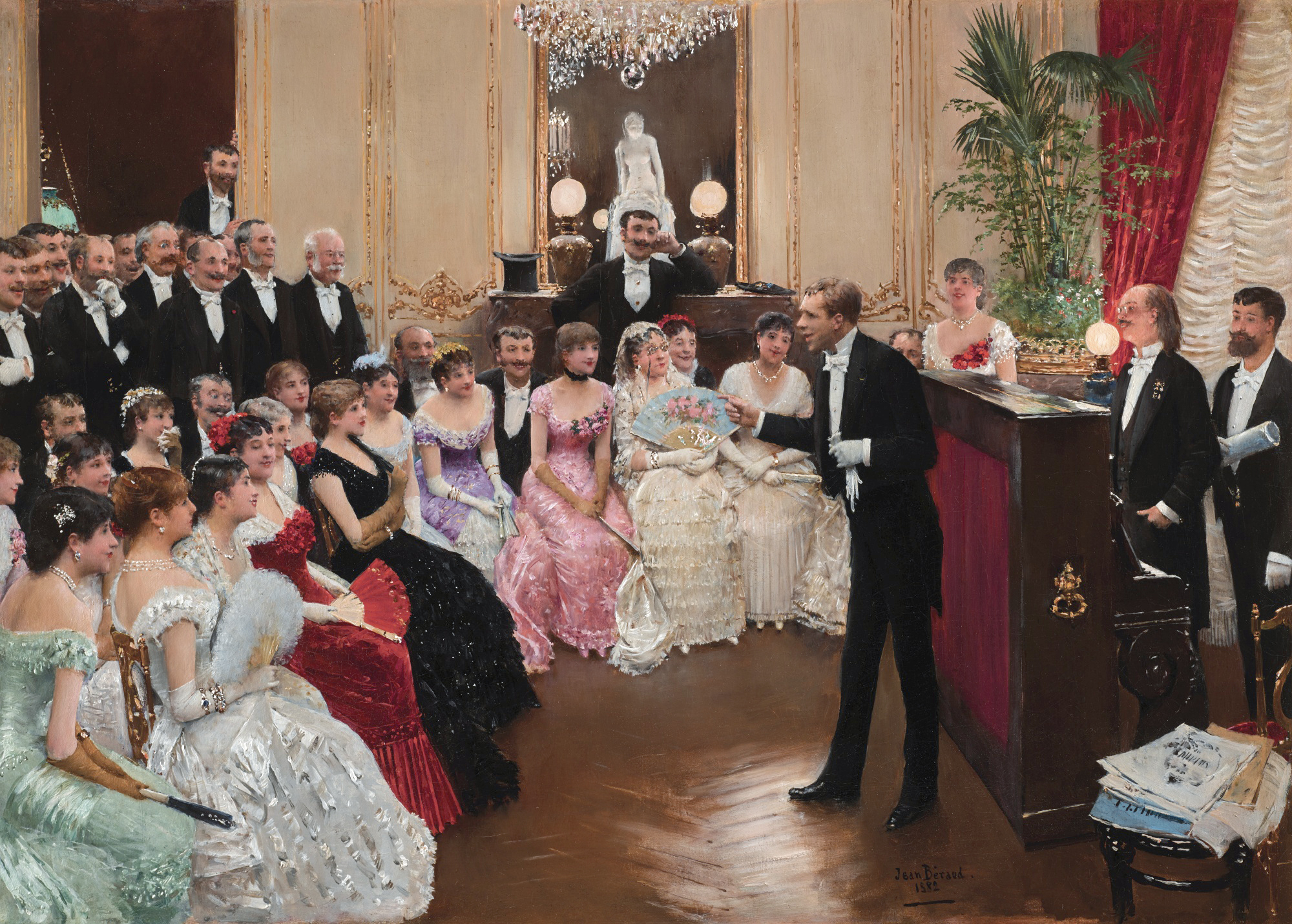
Jean Béraud, Le Monologue ,1882 , localisation inconnue.
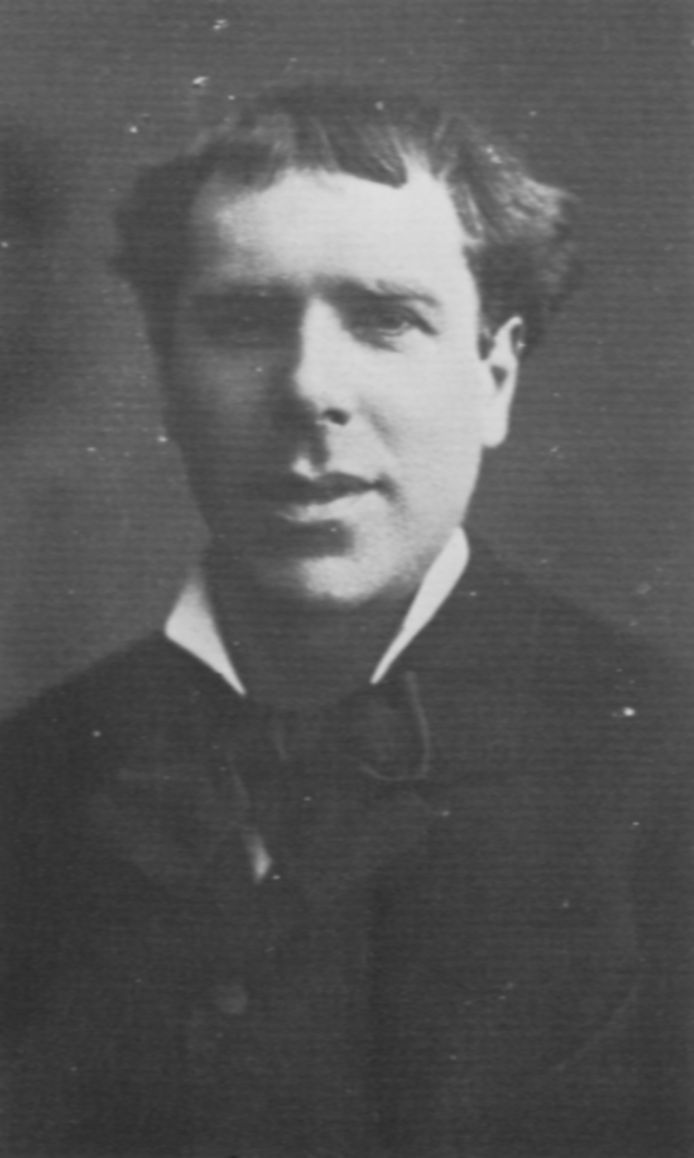
Coquelin cadet photographié par Nadar.

## Théâtre

### Carrière à la Comédie-Française
Entrée en 1868.
Nommé 304e sociétaire en 1879.
- 1868 : Les Plaideurs de Jean Racine : Petit-Jean
- 1868 : Le Barbier de Séville de Beaumarchais : Bazile
- 1869 : Le Misanthrope de Molière : Dubois
- 1869 : Le Mariage de Figaro de Beaumarchais : Pédrille
- 1870 : Le Mariage de Figaro de Beaumarchais : Grippesoleil
- 1871 : Le Mariage de Figaro de Beaumarchais : Figaro
- 1871 : Adrienne Lecouvreur d'Eugène Scribe et Ernest Legouvé : Poisson
- 1871 : Les Plaideurs de Jean Racine : L'Intimé
- 1873 : Marion de Lorme de Victor Hugo : le Taillebras
- 1874 : Tabarin de Paul Ferrier : Fripesauce
- 1874 : George Dandin de Molière : Colin, puis Lubin
- 1877 : Le Joueur de Jean-François Regnard : Tout-à-bas
- 1878 : Le Misanthrope de Molière : Dubois
- 1879 : L'École des maris de Molière : Ariste
- 1879 : Les Plaideurs de Jean Racine : Dandin
- 1880 : Les Femmes savantes de Molière : Vadius
- 1880 : Le Bourgeois gentilhomme de Molière : Covielle
- 1884 : Les Pattes de mouche de Victorien Sardou : Thirion
- 1886 : L'Avare de Molière : La Flèche
- 1886 : Un parisien d'Edmond Gondinet : Gontran
- 1886 : Chamillac d'Octave Feuillet : La Bartherie
- 1886 : La Coupe enchantée de Jean de La Fontaine et Champmeslé : Thibaut
- 1886 : Monsieur Scapin de Jean Richepin : Tristan
- 1888 : Les Femmes savantes de Molière : Trissotin
- 1888 : Le Barbier de Séville de Beaumarchais : Figaro
- 1888 : Le Mercure galant d'Edme Boursault : Boniface ; M. de La Motte ; la Rissole ; M. Sangsue ; Beaugénie
- 1890 : Le Bourgeois gentilhomme de Molière : M. Jourdain
- 1891 : Les Fourberies de Scapin de Molière : Géronte
- 1891 : Griselidis d'Armand Silvestre et Eugène Morand
- 1891 : La Mégère apprivoisée de William Shakespeare : Grumio
- 1895 : L'Abbé Corneille de Louis Tiercelin : l'abbé Le Fur
- 1896 : L'Évasion d'Eugène Brieux : Père Guernoche
- 1898 : Le Tricorne enchanté de Théophile Gautier et Paul Siraudin : Frontin
- 1899 : Le Torrent de Maurice Donnay : Saint-Phoin
- 1901 : Notre jeunesse d'Alfred Capus : Chartier
- 1901 : Le Marquis de Priola de Henri Lavedan : Brabançon
- 1902 : Le Marquis de Priola de Henri Lavedan (reprise) : Pierre Morain
- 1906 : Les Plaideurs de Jean Racine : L'Intimé
- 1907 : L'anglais tel qu'on le parle de Tristan Bernard : Eugène
- 1907 : Le Dieu Terme de Gabriel Nigond : Damon
- 1907 : L'amour veille de Robert de Flers et Gaston Arman de Caillavet : l'abbé Merlin

### Hors Comédie-Française
- 1875 : La Guigne d'Eugène Labiche, Eugène Leterrier et Albert Vanloo, théâtre des Variétés : Gédéon Fraisier
- 1875 : Les Trois Épiciers de Joseph-Philippe Lockroy et Anicet Bourgeois, théâtre des Variétés : Athanase
- 1886 : Les Captifs de Jules Truffier d'après Plaute, théâtre National de l'Opéra
- 1902 : Nos deux consciences de Paul Anthelme, théâtre de la Porte Saint-Martin : l'abbé Pioux

## Publications
- Sous le pseudonyme Pirouette, Le livre des convalescents, illustrations par Henri Pille, Paris, Tresse, 1880.
- Le Monologue moderne, Paris, ill. de Luigi Loir, Éditions Paul Ollendorff, 1881[6].
- Sous le pseudonyme Pirouette, Fariboles, illustrations par Henri Pille, Paris, Éditions Paul Ollendorff, 1882.
- L'Art de dire le monologue, Paris, Éditions Paul Ollendorff, 1884[7].